# Zarza-Capilla
Zarza-Capilla è un comune spagnolo di 484 abitanti situato nella comunità autonoma dell'Estremadura.